# Лебединий (зупинний пункт)
Лебед́иний (біл. Лебядзі́ны) — пасажирський залізничний зупинний пункт Мінського відділення Білоруської залізниці Білоруської залізниці на лінії Мінськ — Молодечно між зупинним пунктом Масюковщина та станцією Ждановичі. Розташований у північно-західній частині Мінська між вулицею Тімірязєва та провулком Колесникова.
Неподалік від зупинного пункту знаходяться: біологічний заказник «Лебединий», ринок «Ждановичі», мікрорайони «Лебединий» та «Кам'яна Гірка».

## Історія
Зупинний пункт відкритий 11 червня 1996 року.
Впродовж 2010—2011 років, у зв'язку з реалізацією проєкту запуску міської електрички, зупинний пункт був реконструйований: прокладена третя колія, побудовані нові посадкові пасажирські платформи з навісом та підземний пішохідний перехід під залізницею з виходом на платформи між вулицями Тімірязєва та провулком Колесникова.

## Пасажирське сполучення
На зупинному пункту Лебединий зупиняються електропоїзди першої лінії міської електрички за маршрутом Мінськ — Білорусь та електропоїзди регіональних ліній економкласу до станцій Гудогай, Мінськ-Пасажирський, Молодечно. 
Час у дорозі від станції Мінськ-Пасажирський з усіма зупинками складає приблизно 12 хвилин електропоїздами міських ліній та близько 14 хвилин електропоїздами регіональних ліній економкласу.